# Делчев хребет
Хребетът Делчев (на английски: Delchev Ridge) е част от Тангра планина, основната планинска верига на остров Ливингстън от Южните Шетландски острови в Антарктика. Най-високата му точка е връх Делчев, издигащ се на надморска височина 940 метра.
Хребетът е получил името си от своя най-висок връх, наименуван на Гоце Делчев (1872 – 1903),  водач на българското освободително движение в Македония, български национален герой.

## Местоположение
Хребетът Делчев е източният хребет на Тангра планина на остров Ливингстън. Простира се в продължение на 10,7 км от Девинска седловина и югозападното подножие на връх Кубер в посока изток-североизток до нос Рение.
Географски координати на хребета Делчев: 62°37′55″ ю. ш. 59°54′15″ з. д. / 62.631944° ю. ш. 59.904167° з. д.

## Картографиране
Топографското проучване е направено от българската антарктическа експедиция през 2004/2005 година.
Картографирането е британско от 1968 година, аржентинско от 1980 година и българско от 2005 и 2009 година.

## Карти
- South Shetland Islands. Scale 1:200000 topographic map No. 3373. DOS 610 – W 62 58. Tolworth, UK, 1968.
- Islas Livingston y Decepción.  Mapa topográfico a escala 1:100000.  Madrid: Servicio Geográfico del Ejército, 1991.
- S. Soccol, D. Gildea and J. Bath. Livingston Island, Antarctica. Scale 1:100000 satellite map. The Omega Foundation, USA, 2004.
- L.L. Ivanov et al., Antarctica: Livingston Island and Greenwich Island, South Shetland Islands (from English Strait to Morton Strait, with illustrations and ice-cover distribution), 1:100000 scale topographic map, Antarctic Place-names Commission of Bulgaria, Sofia, 2005
- L.L. Ivanov. Antarctica: Livingston Island and Greenwich, Robert, Snow and Smith Islands. Scale 1:120000 topographic map. Troyan: Manfred Wörner Foundation, 2010. ISBN 978-954-92032-9-5 (First edition 2009. ISBN 978-954-92032-6-4)
- Antarctic Digital Database (ADD). Scale 1:250000 topographic map of Antarctica. Scientific Committee on Antarctic Research (SCAR), 1993–2016.

## Популярност
Северните склонове на билото на хребета Делчев, в частност тези между връх Елена и нос Рение, заедно със съседната част на ледника Сопот, са популярно място за каране на ски (беккънтри) и катерене. Скиорите пристигат с надуваеми лодки Zodiac от круизни кораби, посещаващи района на остров Half Moon.

## Делчевият хребет в популярната култура
Корицата на сборния албум Under Heaven: Vinson Massif (2010) всъщност съдържа снимка не на масива Винсън, а на хребета Делчев в Тангра планина, с прохода Мугла и връх Вапцаров на преден план, а на заден план връх Елена (вляво) и връх Делчев (вдясно). Както снимката, така и погрешната идентификация вероятно са произлезли от вписването Vinson Massif на уебсайта Seven Summits Quest.